# Уилсон, Джамар
Джамар Уилсон (англ. Jamar Wilson; родился 22 февраля 1984 года в Бронксе, Нью-Йорк, США) — американский и финский профессиональный баскетболист, играющий на позиции разыгрывающего защитника. Выступает за баскетбольный клуб «Катая» и сборную Финляндии.

## Школа и колледж
Уилсон посещал школу Спасителя Нью-Американ в пригороде Нью-Йорка. В старшей школе набирал в среднем 14,2 очка, отдавал 5,1 результативных передач, совершал 2,6 подборов и 1,9 перехватов, а также в 2002 году привёл команду «Пайонирс» к результату 25-11 Национальном чемпионате, дивизионе I для старших школьников.
На уровне колледжей выступал за Университет штата Нью-Йорк в Олбани с 2002 по 2007 год. Практически сразу был заметен и получил несколько наград, в том числе лучшему новичку конференции America East Conference, а также попал во вторую сборную конференции с результатом 18,9 очка и 3,3 результативных передачи в среднем за матч. После пропущенного сезона 2003–04 в NCAA вновь вернулся и вновь попал во вторую сборную конференции.
В следующих двух сезонах Уилсон вновь прибавил и привёл команду колледжа «Грэйт Дэйнс» к двум финальным турнирам NCAA. Уилсон оба раза был выбран в первую сборную конференции America East, а также оба раза признавался лучшим игроком конференции. Также дважды становился MVP конференции America East. Кроме того, по версии Associated Press дважды выбирался в сборную All-American.
За карьеру в Олбани набрал 2,164 очков, больше всех в истории. Также ему принадлежал рекорды по количеству набранных очков за сезон (620), количеству реализованных штрафных за карьеру (601), а также второе место по количеству результативных передач (488). Уилсон является первым игроком в истории Олбани, номер которого был изъят из обращения.

## Карьера

### Бельгия (2007—2010)
В августе 2007 года Уилсон подписал контракт на сезон 2007–08 с бельгийским клубом «Вервье-Пепенстер». В 27 матчах за команду в среднем набирал 17,6 очка, совершал 2,2 подбора, отдавал 3 результативных передачи и совершал 1,3 перехвата.
В августе 2008 года Уилсон перешёл в другой бельгийский клуб, «Льеж», контракт был рассчитан на сезон 2008–09. В 30 матчах чемпионата Бельгии в среднем набирал 9,8 очка, совершал 2,6 подбора, отдавал 2,9 передачи и совершал 1 перехват.
В сентябре 2009 год игрок подписал контракт с клубом «Окапи» на сезон 2009–10. В 28 матчах чемпионата в среднем набирал 12,3 очка, совершал 1,8 подбора, отдавал 2,6 передачи и совершал 1,4 перехвата.

### Финляндия (2010—2011)
В сентябре 2010 года Уилсон подписал контракт с клубом «Хонка», представляющим Чемпионат Финляндии по баскетболу на сезон 2010–11. В матче против команды «Намика» в январе 2011 года игрок набрал 45 очков, а через два дня набрал 44 очка в матче против «Хельсинки Сигаллс». Всего за 42 матча в составе финской команды набирал в среднем за матч 21,8 очка, совершал 4 подбора, отдавал 3,3 передачи и совершал 1,1 перехват.

### Австралия (2011—2015)
5 августа 2011 года Уилсон подписал контракт с австралийским клубом «Кэрнс Тайпанс» на сезон 2011–12. Дважды становился лучшим игроком недели и по итогам сезона занял второе место в голосовании на звание MVP.
3 апреля 2012 года Уилсон подписал новый контракт с клубом сроком на два года.
1 марта 2014 года набрал лучшие в карьере 33 очка, совершил 8 подборов и отдал 6 передачи, а его команда со счётом 92–87 победила «Нью-Зиланд Брейкерс».
В апреле 2014 года игрок объявил, что не будет продлевать контракт с «Тайпанс» на сезон 2014–15.
8 июля 2014 года Уилсон подписал соглашение сроком на один год с командой «Аделаида Фёти Сиксерс». 13 января 2015 года стал игроком недели после того, как в матче против «Мельбурн Юнайтед» набрал 22 очка. Также ещё раз становился игроком недели после того, как набрал 25 очков в матче против «Таунсвилл Крокодайлс». После того, как по итогам сезона 2014–15 Уилсон попал во вторую сборную лиги, Уилсон получил Приз Марка Дэвиса как MVP клуба.
В течение четырёх сезонов в чемпионате Австралазии игрок сыграл 107 матчей, в среднем набирая по 16,6 очков, совершая 4,7 подборов и отдавая 3,1 передачи за матч.

### Франция (2015)
12 марта 2015 года Уилсон подписал краткосрочный контракт с французским клубом «Руан» до конца сезона 2014–15. В восьми матчах за клуб в среднем набирал 9,5 очка, совершал 2,8 подбора и отдавал 2,3 передачи.

### Сербия (2015—2016)
7 ноября 2015 года Уилсон подписал контракт с сербским баскетбольным клубом «Партизан» до окончания сезона 2015–16.

### Испания (2016—2017)
1 августа 2016 года Уилсон перешёл в клуб чемпионата Испании «Эстудиантес» на сезон 2016–17.

### Франция (2017—2018)
7 ноября 2017 года Уилсон подписал контракт на сезон 2017–18 с французским клубом «Нантер 92».

### Литва (2018 —н.в.)
2 августа 2018 года игрок подписал контракт с литовским клубом «Литкабелис».

### Международная
Уилсон никогда не вызывался в сборную США, поэтому после того, как он получил финское гражданство, игрок стал потенциальным кандидатом в национальную сборную Финляндии. Дебютировал за сборную Финляндии 1 августа 2015 года в товарищеском матче против команды Франции.
Уилсон принимал участие в чемпионате Европы по баскетболу 2015 года. 5 сентября 2015 года дебютировал за сборную в официальных матчах, в первом раунде команда Финляндии в овертайме уступила Франции со счётом 97–87, а игрок набрал наибольшее количество очков в составе своей сборной (21). В четвертом матче группового этапа, в котором Финляндии обыграла команду Боснии и Герцеговины со счётом 88–59 Уилсон набрал наибольшее количество очков в составе сборной (16). На турнире в среднем набирал 12 очков, совершал 1,6 подбора и отдавал 2,8 результативных передач.